# Aton I de Albi
Aton I de Albi foi um nobre de Toulouse na Alta Idade Média francesa, tendo sido detentor do título de Visconde de Albi, vigário de Alzonne e detentor do senhorio feudal de Ambialet.

## Relações familiares
Foi filho de Aton de Toulouse e casado com Avierne, de quem teve:
1. Bernardo I de Albi (? - c. 918)